# Джурнал Киял Ма Ма Лай
Джурнал Киял Ма Ма Лей е широко призната за една от най-великите бирмански писатели на 20 век. Историите ѝ са известни с автентични изображения на съвременното бирманско общество. Заедно с Луду Дал Амар, Ma Ma Лей е една от малкото жени автори в Бирма. Умира през 1982 г. на 65-годишна възраст.

## Личен живот
Родното име на Ма Ма Лай е Ма Тин Хлаинг. Родена е в село Кармаклу, Мианмар през 1917 г. Литературната ѝ кариера започва през 1936 г., когато нейна статия, свързана с образованието на жените, е публикувана във вестник Myanma Alin.
Ма Ма Лай се омъжва за Чит Маунг, главен редактор на Myanma Alin, през 1938 г. Заедно те основават вестник The Journal Kyaw през 1939 г. Именно там тя започва да пише под псеждонима „Журнал Киял Ма Ма Лай“.
Ма Ма Лай е само на 29, когато съпругът ѝ почива през 1946 г., оставяйки я с три деца – две момчета и момиче. Въпреки че е млада вдовица, Ма Ма Лай продължава да демонстрира своя талант и способности като писател и издател. Тя не само не закрива вестника, но и публикува още едно, наречен „Pyithu Hittaing“ или „Вестник на народния глас“, в съответствие с последното желание на съпруга си.
За съжаление, Ма Ма Лай успява да управлява пресата само за няколко години. Проблемите започват, когато група студенти унищожават печатницата на издателска ѝ компания заради нейните леви виждания, както и вероятно заради връзките на семейството ѝ с водещи марксисти. Ма Ма Лай обаче продължава да публикува двата весника, което води до потъването ѝ в неизплатени дългове. Въпреки че успява да заплати част от парите, в крайна сметка вестниците фалират.
Ма Ма Лай продължава кариерата си на писател и дори става президент на Асоциацията на писателите през 1948 г. – нещо необичайно за жена. Друго също толкова странно е и пътуването по света. Въпреки това, Ма Ма Лай заминава за Индия, Япония, Китай и Русия, където посещава конференции и обикаля страните.  Тя продължава да пише до 70-те години на миналия век.
Ма Ма Лай се жени повторно за Аунг Зея през 1959 година. Умира в Янгон през 6 април 1982 г. на 65.
Най-големият ѝ син Маунг Тейн Дан става актьор, а дъщеря ѝ д-р Дал Кин Лай Минт става известен френски учен. Превежда две от произведенията на майка си на френски, както и някои френски класики на бирмански. Умира през 2007 г..

## Литературна кариера
Ма Ма Лай пише близо 20 книги и много статии и разкази в месечните списания. Много от нейните съвременници и дори по-млади писатели я описват като гений, който може да превърне простите ежедневни неща в интересни книги, отразяващи живота и притесненията на обикновения читател. 
Нейните известни творби са:
- Thu Lo Lu (Като него) (1947)
- Seik (Дух)
- Mone Ywa Mahu (Не от омраза) (1955)
- Ин Нинт Аунг Хмве (Отдясно до сърцевината)
- Twe Ta Saint Saint (Бавен поток от мисли и бирмански приказки за медицина) (1963)
- Thway (Кръв) (1973)
- Изображения на моя живот (2002) (Колекции от нейни автобиграфични статии, преиздадени от сина ѝ)

Ма Ма Лай спечели две най-добри бирмански литературни награди за „Не от омраза“ и „Бавен поток от мисли и бирмански приказки за медицина“.
- Подобно на Него е за съпруга ѝ Чит Маунг и брачния им живот. Съвременният писател Дагон Тая пише: „Успехът на Ма Ма Лай достигна своя връх с този роман. Съпругата пише биография на съпруга си редактор. Това е комбинация от любов и изкуство и именно тази комбинация направи книгата уникална и интересна.“[1]
- „Не от омраза“ изследва въздействието на Запада върху бирманската култура и е преведено на други езици (английски, китайски, френски, узбекски и руски).
- „Кръв“ се занимава с отношенията, създадени между японците и бирманците по време на Втората световна война. Млада японка посещава Бирма, за да намери своя полубрат, син на офицер от японската армия и майка бирманка. Първоначално момчето отказва да има нещо общо с нея, защото вярва, че баща му е изнасилил майка му. Съвместна продукция с японците превръща този роман във филм, чиято премиера е през 2003 г. в Япония.

## Разкази
- Колекцията с разкази „Бавен поток от мисли“ и „Бирмански разкази за медицина“ изследват различни аспекти на бирманското общество по време на ерата У Ну и ранната ера У Не Вин.
- Едно стръкче трева изобразява ситуация, при която богатата съпруга на военен офицер се отнася към дете слуга като роб. Историята разкрива характеристиките на потисничество, които често се срещат в страни, където неравенството в доходите е екстремно.
- В далечни и близки млада жена се опитва да управлява семейната мелница за ориз. Сблъсква се обаче с всяка възможна форма на правителствената корупция по отношение на оризовите мелници. Накрая държавните служители изглеждат не по-добри от плъховете, които прегризват оризовите чували в търсене на грабежа си.
- В Кафе е нарисувана картина на пълна нищета. Подобно на историята Едно стръкче трева, тази история също се занимава с отношенията между господаря и слугата, но възрастната жена, която е в центъра историята, не живее в дома на господаря и не консумира храната му. Тя знае как да отстъпи на богатството и състоянието на богатите съседи, които я заобикалят, и да се погрижи за всяка тяхна нужда, но в крайна сметка това ѝ прави малко добро.
- Хубаво лице е сатирична история, насочена към онези млади жени, които изоставят традиционните бирмански рокли за западна мода и грим и онези млади мъже, които винаги работят в собствена полза.
- Kеймари е за младо момиче, чиито родители умират и то постепенно е привлечено към живота като будистка монахиня, но след като стане монахиня е принудена да живее като професионален просяк. По този кратък разказ е направен популярен филм.
- Тази жега е за мизерията и мъката на стара неомъжена жена, която работи като камериерка, вършеща работата на жена за неженения баща..
- Опасност от прераждане (или „Опасност от Самсара“ или „Цикъл от опасности от прераждане“) е история за това как офис чиновник става монах след провала на втория си брак.
- В кратката история Моля, не подражавайте на това, сър, новобрачен съпруг е в капан от всички удобства на брачния живот. Той се събужда късно сутрин и яде храната, която жена му приготвя, докато тя се събуждапреди изгрев слънце, готви и отива на работа, продавайки варен боб и ориз.

## Живот като бирмански специалист по традиционна медицина
Освен писателка, Ма Ма Лай е практикувала традиционна бирманска медицина. Интересът ѝ към традиционната медицина започва след лоши преживявания на семейството ѝ със западната медицина – през 1945 г. операция на крака на седемгодишната ѝ дъщеря е била провалена от лекар на британската армия, а през 1946 г. съпругът ѝ внезапно умира по несигурна причина.
Ма Ма Лай изучава традиционна бирманска медицина в продължение на 15 години при Сая Хлаинг и отваря клиника в Янгон. Редовно пътува до други региони и лекува пациенти с туберкулоза, рак, високо кръвно налягане, хепатит В, проказа, диабет, парализа, психични заболявания, воднянка, елефантиаза.
Твърди се, че Ма Ма Лай е излекувала най-малкия си брат Тин Уин от венерическа болест за три месеца. По-късно той също изучава бирманската медицина и става специалист по традиционна медицина в Мандалей.